# Geografia dos Camarões

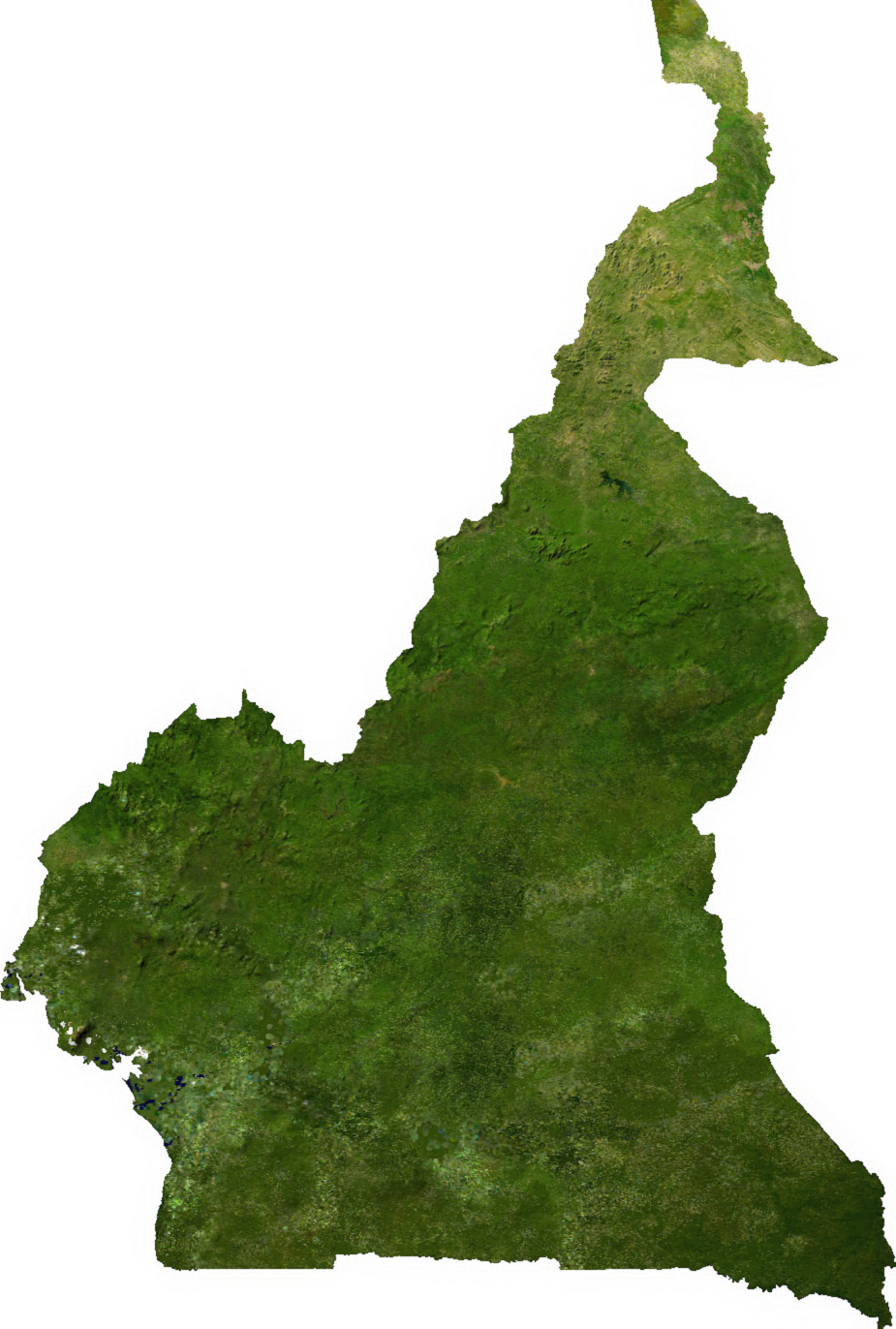
Camarões vista por meio de imagem de satélite.

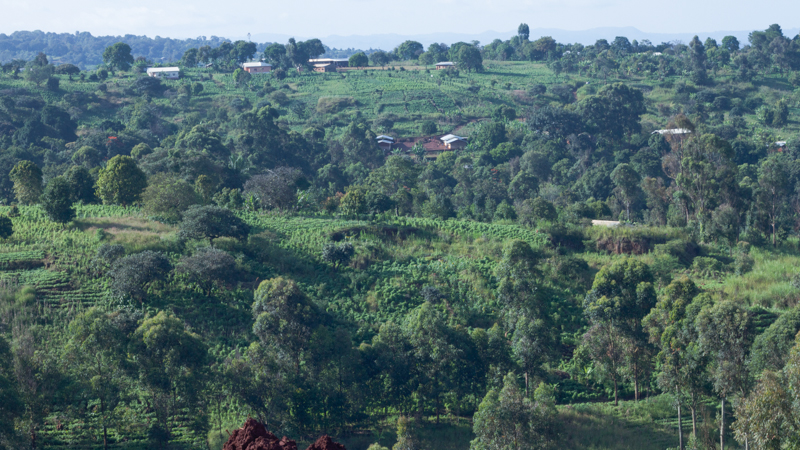
Paisajem cerca de Bamougong (Oeste)

A paisagem que se vê na Geografia dos Camarões varia grandemente. O sul é composto de planícies no litoral e de colinas revestidas sob cobertura parcial das florestas. Enquanto isso, define-se a região central como uma elevação planáltica com altitudes entre 800 e 1.500 metros. O planalto central é oferecedor de boas condições para a criação de gado. Mais na região setentrional ocorre o reaparecimento das planícies. Dessa vez as planícies declivam suavemente até a bacia do lago Tchad. Finalmente, no oeste ocorre a elevação de uma cadeia de montanhas sob domínio do monte Camarões (4.070m), o ponto mais alto do país. Os dois rios mais importantes são Benue, tributário do Níger, e o Sanaga, que deságua no Atlântico.
Como o país está mais próximo da linha do equador, o clima dos Camarões é quente durante a totalidade do ano. A variação da média das temperaturas ao ano vai de 21 e 28ºC, com exceção das montanhas, onde faz mais frio. As chuvas sofrem diminuição entre o sul e o norte; no litoral sofrem queda de mais de 800mm ao ano; no planalto central, 1.500mm. No sul existem duas estações secas, entre dezembro e fevereiro e de julho a setembro, e no norte somente uma, entre outubro e abril. Essas diferenças que ocorrem no clima são refletidas na vegetação: a selva pluvial reveste o sul, no centro é estendida uma mata em que são misturadas espécies de folhas perenes e de folhas caducas, e a savana arbórea domina o norte.